# Rose Hill (Comtat de Fairfax)
Rose Hill és una concentració de població designada pel cens del Comtat de Fairfax a l'estat de Virgínia dels Estats Units d'Amèrica.

## Demografia
Segons el cens dels Estats Units del 2000 Rose Hill tenia 15.058 habitants, 5.683 habitatges, i 4.080 famílies. La densitat de població era de 1.263,9 habitants per km².
Dels 5.683 habitatges en un 31,5% hi vivien nens de menys de 18 anys, en un 60,7% hi vivien parelles casades, en un 7,9% dones solteres, i en un 28,2% no eren unitats familiars. En el 21% dels habitatges hi vivien persones soles el 5,3% de les quals corresponia a persones de 65 anys o més que vivien soles. El nombre mitjà de persones vivint en cada habitatge era de 2,65 i el nombre mitjà de persones que vivien en cada família era de 3,09.
Per edats la població es repartia de la següent manera: un 22,7% tenia menys de 18 anys, un 5,7% entre 18 i 24, un 34% entre 25 i 44, un 27,3% de 45 a 60 i un 10,3% 65 anys o més.
L'edat mediana era de 38 anys. Per cada 100 dones de 18 o més anys hi havia 94,4 homes.
La renda mediana per habitatge era de 80.815 $ i la renda mediana per família de 89.414 $. Els homes tenien una renda mediana de 53.917 $ mentre que les dones 43.245 $. La renda per capita de la població era de 34.213 $. Entorn de l'1,6% de les famílies i el 3,6% de la població estaven per davall del llindar de pobresa.